# North East Lincolnshire
Le North East Lincolnshire (littéralement, le « Lincolnshire-du-Nord-Est ») est un territoire relevant d’une autorité locale unique dans le comté cérémoniel du Lincolnshire en Angleterre. Il est bordé par l'autorité unitaire du North Lincolnshire et le comté non métropolitain du Lincolnshire, les trois areas constituant le comté cérémoniel. La population de l'autorité unitaire au recensement de 2011 était de 159,616. Le North East Lincolnshire fait partie de la région du Yorkshire and the Humber.

## Histoire
North East Lincolnshire a été créé à partir des boroughs of Cleethorpes et Great Grimsby le 1er avril 1996 avec l'abolition de Humberside. La zone se trouve dans une partie du Lindsey, une subdivision historique du Lincolnshire.

## Géographie
La partie nord de l'autorité a un paysage plat.

## Résultats récents du conseil

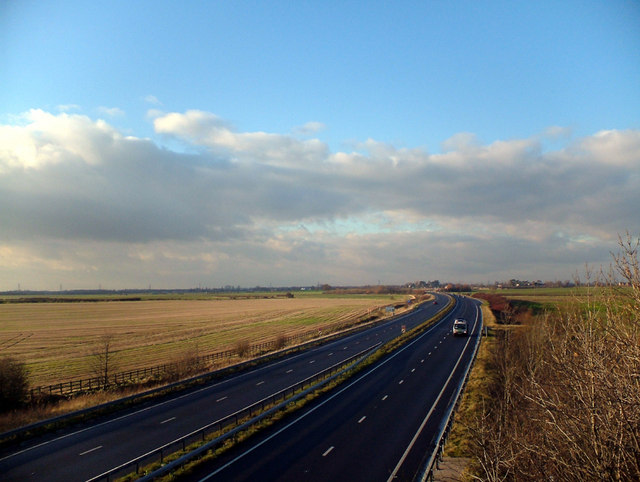
L'A180 près d'Immingham, une route importante pour l'autorité

| 11,661 +4,522 | 6,439 −5,310 | 4,916 +4,916 | 3,634 −5,310 | 388 −2,604 | 158 +158 | 27,196 27.53% |

| 25 +6 | 12 −2 | 4 −5 | 1 +1 | 0 · | 0 · |

## Villes et villages
- Ashby cum Fenby
- Aylesby
- Barnoldby le Beck
- Beelsby
- Bradley
- Brigsley
- Cleethorpes
- East Ravendale
- Great Coates
- Grimsby
- Habrough
- Hatcliffe
- Healing
- Humberston
- Immingham
- Irby upon Humber
- Laceby
- Little Coates
- New Waltham
- Old Clee
- Scartho
- Stallingborough
- Waltham
- Weelsby
- Wold Newton

## Lieux d'intérêt
- Waltham Windmill
- Cleethorpes Coast Light Railway
- Pleasure Island
- Blundell Park (stade du club de Grimsby Town)
- Méridien de Greenwich traverse le comté.